# Thánh Helena

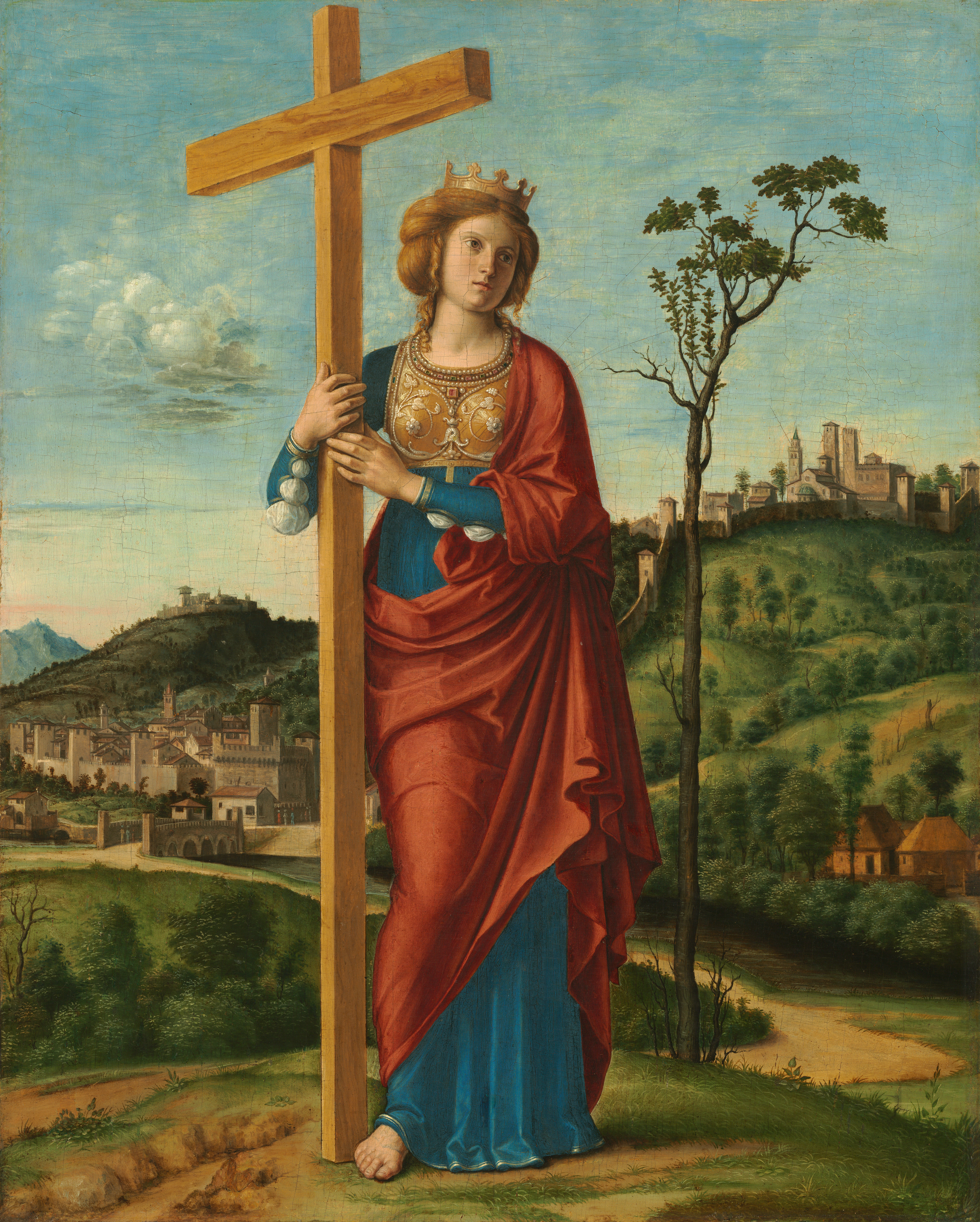
Helena ôm cây Thánh giá

Helena (tiếng Latinh: Flavia Iulia Helena Augusta) hay còn được gọi là Thánh Helen, Helena Augusta, Helena thành Constantinopolis (246-330 TCN) là vợ của Hoàng đế Constantius, và mẹ của Hoàng đế Constantine I. Bà được ghi nhận với việc tìm kiếm những di vật của cây Thánh giá thật của Chúa Giêsu đã thất lạc.

## Cuộc đời
Helena trở thành một Kitô hữu khi tuổi đã lớn. Đức tin và lòng sùng đạo của bà đã ảnh hưởng rất nhiều đến con trai bà là Constantine I, vị hoàng đế đầu tiên chịu phép rửa tội. Bà này đã không ngần ngại dùng tiền bạc của mình để làm nhiều việc từ thiện và xây dựng các ngôi Thánh đường. Khi hoàng đế có ý định xây một Thánh đường trên đỉnh núi Canvê, bà Helena dù đã ở tuổi 80, nhưng vẫn quyết lên Giêrusalem với hy vọng tìm lại cây Thánh giá thật của Giêsu.
Sau nhiều năm làm việc, ba cây thập tự đã được tìm thấy trên núi Canvê cùng với các mũi đinh và tấm bảng gắn trên thập giá. Hoàng hậu Helena cho xây một Thánh đường nguy nga trên đỉnh Canvê và cho đặt Thánh tích quý báu là cây Thánh giá của Giêsu trong cung Thánh. Helena còn cho xây một Thánh đường khác trên núi Olive. Helena trở lại La Mã và chết vào năm 330 Sau CN.